# Piper flavicans
Piper flavicans är en pepparväxtart som beskrevs av C. Dc.. Piper flavicans ingår i släktet Piper och familjen pepparväxter. Utöver nominatformen finns också underarten P. f. minor.